# Afroculex
Afroculex é um subgénero do Género Culex, pertencente à família Culicidae.